# Сейлинг, Генри

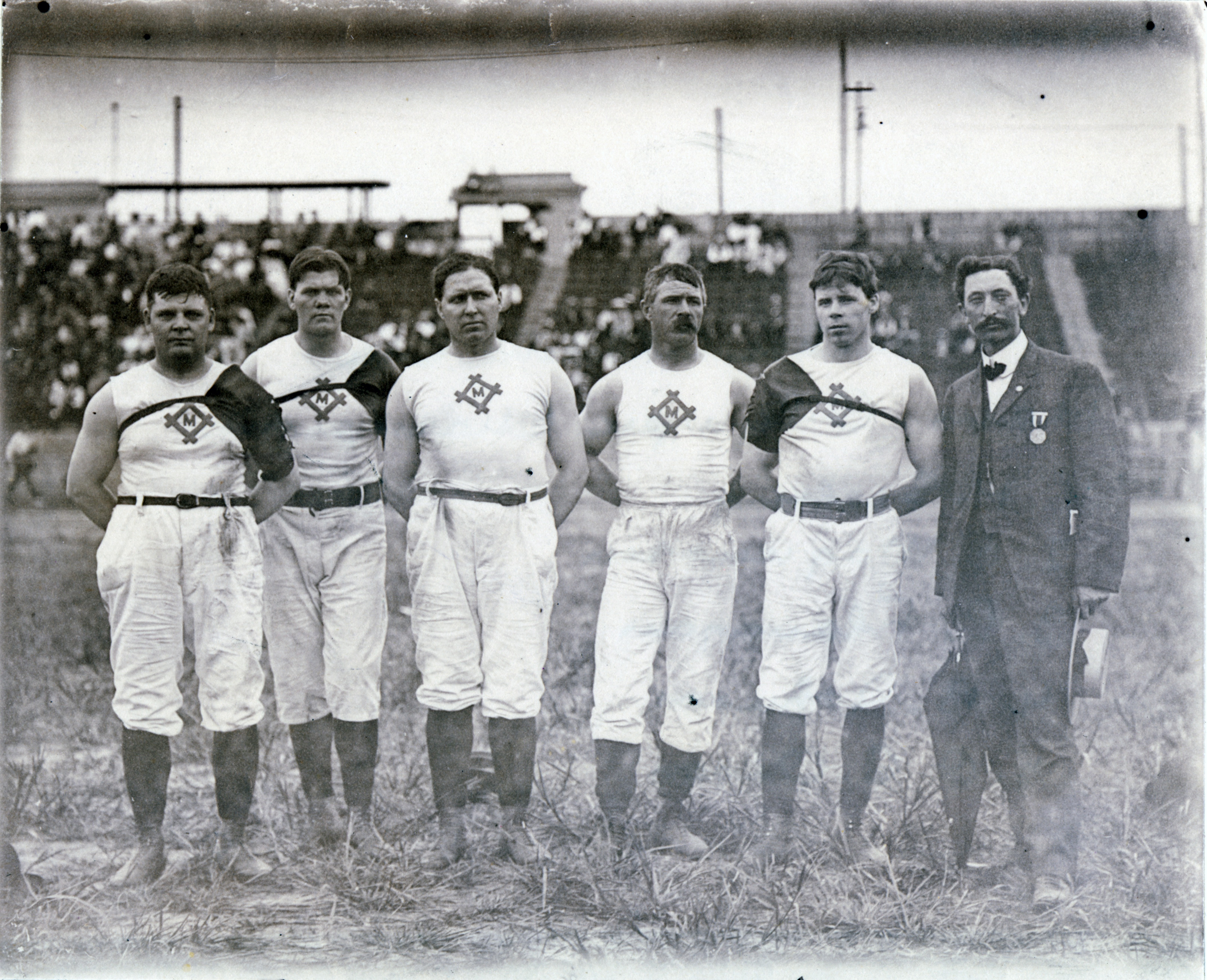
Горизонтальная фотография пяти мужчин в форме и одного мужчины в уличной одежде, стоящих на поле перед трибунами

Генри Сейлинг (англ. Henry Seiling, май 1872, Висконсин) — американский перетягиватель каната, чемпион летних Олимпийских игр 1904.
На Играх 1904 в Сент-Луисе Сейлинг входил в состав первой команды США, которая заняла первое место и выиграла золотые медали.